# Live & More (Marcus Miller)
Live & More è un album di Marcus Miller del 1998.

## Tracce
1. Intro - 2:26
2. Panther - 9:06
3. Tutu - 10:59
4. Funny (All She Needs Is Love) - 12:42 (Marcus Miller, Boz Scaggs)
5. Strange Fruit - 3:56 (Lewis Allan)
6. Summertime - 5:33 (Ira Gershwin, George Gershwin, DuBose Heyward)
7. Maputo - 8:17
8. People Make The World Go 'Round - 9:04 (Thom Bell, Linda Creed)
9. Sophie - 4:53
10. Jazz In The House - 5:46